# 埃尔茨河
50°11′23″N 7°22′8″E / 50.18972°N 7.36889°E

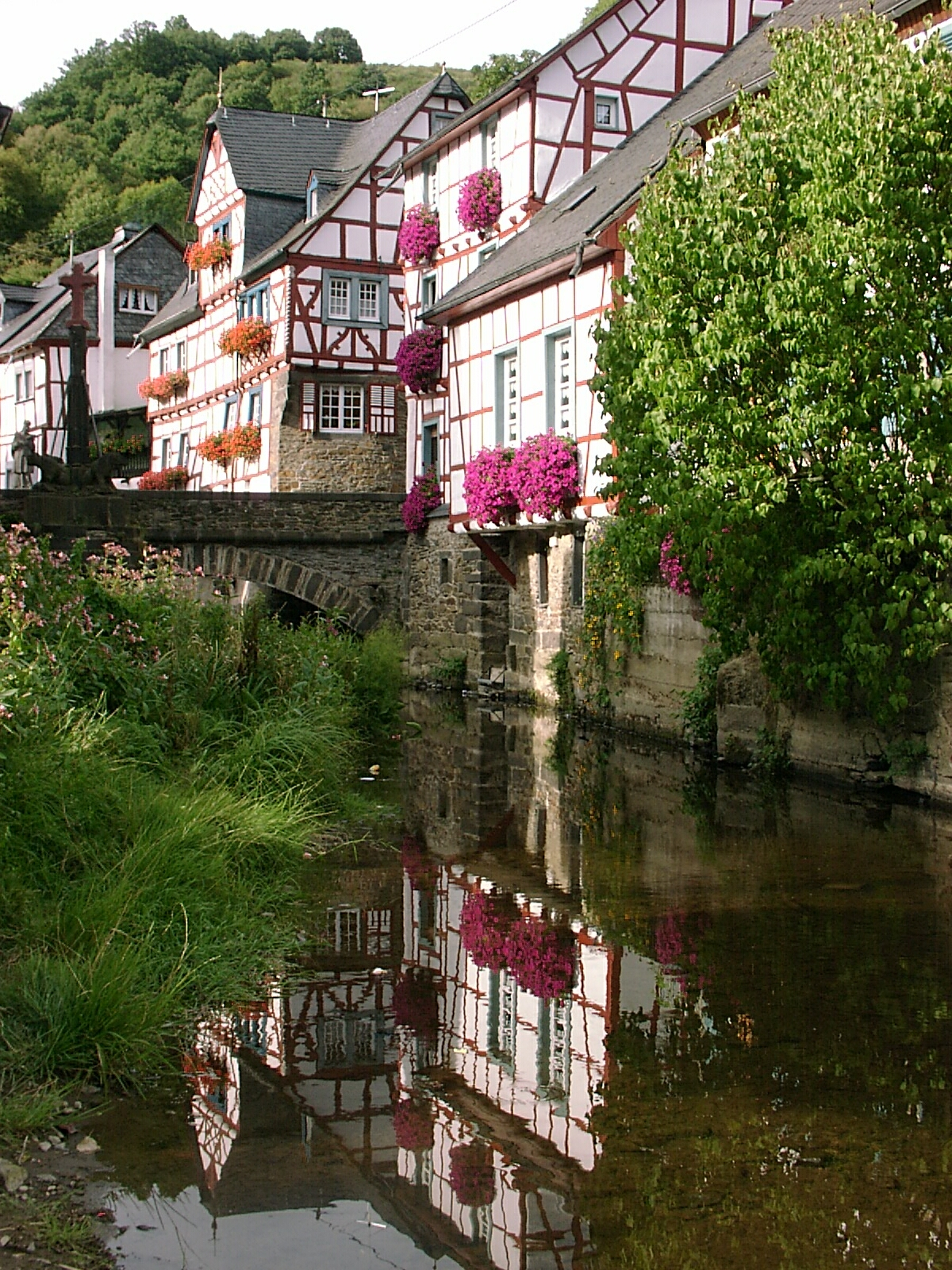

埃尔茨河（德语：Elzbach，亦简作Elz）是德國的河流，位於莱茵蘭-普法爾茨州，屬於摩澤爾河的左支流，河道全長59公里，發源自艾费尔山，最終在摩泽尔凯恩注入摩澤爾河。